# Salvia divinorum
A Salvia divinorum é uma espécie Sálvia. Existem cerca de 900 espécies de sálvia, que incluem um grande número de plantas ornamentais e também a Salvia officinalis, usada na culinária. O gênero Salvia pertence à família da hortelã Lamiacae (anteriormente conhecida como Labiatae), que também inclui ervas familiares como o orégano e o basílico.
O termo Salvia divinorum traduz-se literalmente como "erva divina". A planta também é conhecida por termos mais populares, tais como: Ska (Maria) Pastora, folha da pastora, menta mágica, sava, hierba de los dioses, etc. É oriunda de uma pequena área em Oaxaca, no México, onde cresce na área montanhosa dos índios Mazatecas. A S. divinorum é uma planta perene que cresce entre 1 a 2 metros, e encontra-se normalmente em locais úmidos e à sombra. Os caules são angulares e ocos. As folhas são verde escuras, com 15 a 20 cm de comprimento e pontas dentadas. A planta floresce esporadicamente entre Outubro e Junho, e dá flores azuis ou brancas.

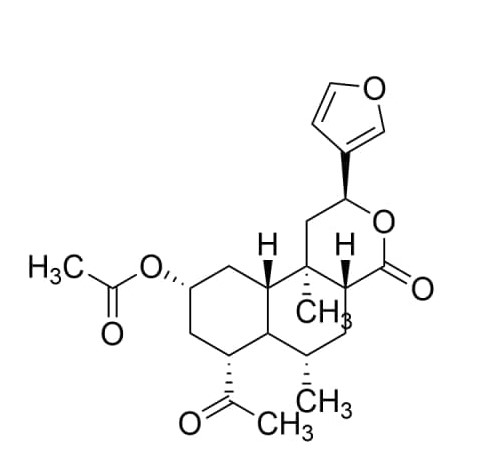
Molécula de Salvinorina A

Raramente dá sementes, mesmo se for cuidadosamente podada à mão. E quando dá sementes, estas raramente são viáveis: apenas uma pequena percentagem desenvolverá eventualmente até plantas maduras. Quando cresce selvagem, a planta propaga caindo e criando raízes onde toca na terra. Num ambiente altamente úmido, não é incomum ver raízes formarem-se no caule, mesmo antes da planta cair à terra. Estas formações de raízes fazem dos cortes um método de cultivo fácil. Muitos botânicos acreditam mesmo que a S. divinorum é o que se chama uma planta ‘cultigene’, o que significa que é cultivada e desconhece-se o seu duplicado selvagem. A sálvia encontrada no México também foi cultivada.
Como as sementes da S. divinorum são tão raras, quase todas as plantas em circulação foram propagadas através de dois clones. O primeiro foi colhido em 1962, por R. Gordon Wasson (a linhagem Wasson-Hofmann), e o segundo, chamado “Palatable” foi intruduzido por Brett Blosser, em 1991. Por este motivo, a variedade genética disponível de S. divinorum é muito limitada. Um perito em sálvias, Daniel Siebert, conseguiu cultivar uma série de clones a partir de sementes produzidas por ambas as linhagens.
Em Portugal, desde Abril de 2013 o consumo e a cultivação da S. divinorum (e respetivos constituintes psi-coativos salvinorina A e salvinorina B) tornou-se ilegal, proclamado no Diário da Républica.
Já no Brasil ela começou a ser proibido desde Julho de 2012 em uma resolução da Anvisa

## Química
A principal diferença entre a S. divinorum e os outros tipos de sálvias é a presença de uma substância chamada salvinorina. Este composto diterpênico (que apenas contém átomos de carbono, hidrogênio e oxigênio) está presente como salvinorina A (a 96%) e B (a 4%).

## História
A sálvia é originária das montanhas mexicanas de Sierra Madre, em Oaxaca. É usada nesta região pelos curandeiros e curandeiras dos índios Mazatecas, em diferentes rituais. A planta é usada sobretudo quando os xamãs sentem a necessidade de descobrir a causa da doença de um paciente no mundo sobrenatural. Os xamãs entram num transe visionário que lhes permite ver quais os passos a tomar para curarem o paciente. Este uso da sálvia continua em voga na presente geração dos índios Mazatecas. Assim como o uso da planta para xamanismo, divinação, meditação, e a busca do divino.
Sabe-se muito pouco sobre o uso da S. divinorum antes da sua “descoberta” no mundo ocidental no século XX. Provavelmente o seu uso é extremamente antigo, mas foi apenas quando o famoso botânico R. Gordon Wasson (que também introduziu os cogumelos psilocibinos ao mundo ocidental) trouxe um espécime da planta para mundo ocidental nos anos 60, que esta se tornou um objeto de pesquisa científica. Todavia, a sálvia permaneceu obscura até aos anos 90, quando Daniel Siebert iniciou os seus estudos sobre a planta. Hoje em dia, a sálvia é grandemente conhecida e vendida em muitas lojas e websites, mas ainda há muito a pesquisar sobre a sua química e efeitos.
Os estudos modernos sobre a S. divinorum começaram nos anos 30. A S. divinorum foi primeiro relatada na literatura ocidental em 1939, por Jean Basset Johnson, que pesquisou o uso dos cogumelos alucinogênicos no México. Ele verificou que os índios Mazatecas usavam as folhas da “hierba maria” para induzir visões. R. Gordon Wasson continuou a pesquisa nos anos 50, e confirmou a psicoatividade da sálvia. Em conjunto com Albert Hofmann, o cientista que descobriu o LSD, e Roberto G. Weitlaner, ele foi o primeiro a trazer espécimes vivos para o Ocidente. Enviaram um desses espécimes para a Universidade de Harvard em 1962, onde foi analisado por Carl Epling.
Desconhece-se ainda há quanto tempo a sálvia é usada pelos habitantes do México. Tem sido sugerido que a planta foi introduzida após a conquista do novo mundo. A prova que apoia esta teoria é o facto dos Mazatecas não terem um nome indígena para a planta: eles usam nomes que se referem a Maria ou pastora (“hierba maria” ou “ska maria pastora”), enquanto que o cristianismo e as ovelhas foram introduzidos pelos Espanhóis. Para além disso, os Mazatecas têm um método de consumo nada eficaz, o que sugere não estarem a par do enorme potencial psicoactivo.
Seja como for, R. Gordon Wasson e outros depois dele sugeriram que a S. divinorum poderia ser a mesma planta que os Astecas chamavam de "Pipiltzintzintli" (literalmente "o principezinho mais puro"), o que foi descrito por um autor espanhol no século XVII. Na década de 1980 o pesquisador J. Valdés III continuou a investigar a história da sálvia antes da sua "descoberta" por Wasson. Ele sugere que "Pipiltzintzintli" parece mais referir-se à Cannabis do que à sálvia.

## Metabolismo secundário
O metabolismo de determinada planta nada mais é que o conjunto de reações químicas que ocorrem, podendo ser primário ou secundário. A maior parte do carbono, nitrogênio e a energia acaba em moléculas comuns a todos células, necessárias para o seu funcionamento. Mas ao contrário de outros organismos, as plantas alocam uma quantidade significativa de carbono assimilado e energia para síntese de uma grande variedade de moléculas orgânicas que não parecem ter uma função diretamente relacionada a processos fotossintéticos e respiratórios; Essas moléculas são chamadas de metabólitos secundários, produtos secundários ou produtos finais.naturais.Os metabólitos secundários diferem dos metabólitos primários pois nem todos os metabólitos secundários são encontrados em todos os grupos de plantas. Eles são sintetizados em pequenas quantidades e não amplamente difundidos, e a sua produção é muitas vezes restrita a um determinado gênero de plantas, a uma família ou mesmo a algumas espécies. Alguns produtos do metabolismo secundário têm funções ecológicas específicas, como atrativos ou repelentes de animais e patógenos, muitos são pigmentos que dão cor às flores e frutos desempenhando um papel essencial na reprodução, já que atuam atraindo insetos polinizadores ou animais, contribuindo assim para a dispersão de sementes. Outros metabólitos secundários têm função protetora contra predadores, atuando como repelentes ou fornecendo às plantas sabores amargos que os tornam indigestos ou venenosos. Eles também estão envolvidos nos mecanismos de defesa das plantas contra diferentes patógenos, atuando como pesticidas naturais. Terpenos ou terpenóides constituem o maior grupo de metabólitos secundários, são insolúveis em água e derivados da união de unidades de isopreno, sendo estes últimos compostos orgânicos de cinco átomos de carbono. Os terpenos são classificados pelo número de unidades de isopreno que eles contêm, sendo os diterpenos o terpenos de 20 carbonos, ou seja, compostos formados por quatro unidades de isopreno. ( Epling & Játiva Valentina Soto-Restrepo)
Os diterpenos são os principais metabólitos secundários da Salvia divinorum, sendo os efeitos alucinógenos da planta resultado da presença de um diterpeno conhecido como Salvinorina A. Como evidenciado na Figura, a Salvinorina A possui um núcleo terpênico contendo três anéis de seis membros com grupos funcionais tais como: cetona, grupo acetoxi, éster metílico, anel furânico, éster cíclico. 
A biossíntese da Salvinorina A possui pontos em comum com a biossíntese de todos os diterpenos, nos quais resultam da formação do isopentenil pirofosfato (IPP) e seu isômero dimetil pirofosfato (DMAPP). De maneira geral, os terpenos possuem duas rotas de biossíntese, elas ocorrem em organelas diferentes da célula vegetal. Na rota do ácido mevalônico, que ocorre no citoplasma da célula, três moléculas de acetil-CoA reagem para formar o ácido mevalônico, que sofre reações de piro-fosforilação, descarboxilação e desidratação, resulta no isopentenil-difosfato (IPP) (TAIZ; ZEIGER, 2004). O dimetilalil-difosfato (DMAPP) é biossintetizado pela rota do MEP que ocorre nos cloroplastos, nesta rota acontece  a reação de condensação entre uma molécula de gliceraldeído-3-fosfato e piruvato. ( DE MOURA MARTINS Carla, ESTUDO QUÍMICO). O IPP e DMAPP são os pontos chave para a síntese da Salvinorina A, pois são  precursores na biossíntese deste metabólito. O IPP e DMAPP se combinam através de condensação, mediada pela enzima GPPS, gerando a molécula de GPP, o geranil difosfato formado por 10 átomos de carbono. O geranil difosfato, reage com outra molécula de IPP e formar o farnesil difosfato (FPP), então novamente o farnesil difosfato reage com outra molécula de IPP formando GGPP, o geranilgeranil difosfato. O GGPP é o precursor de diversos diterpenos, e para a formação da salvinorina A ele sofre ciclização, movimento de metila, oxidação, acetilação, formação de furano e lactona. 
Ademais, é válido destacar que a Salvinorina A não é o único produto desta rota biossintética, pois também é formado a Salvinorina B, que se difere pela presença de uma hidroxila. Contudo, a Salvinorina A é considerada a mais potente substância psicoativa natural, enquanto que a salvinorina B não apresenta quaisquer efeitos psicoativos, apesar da semelhança estrutural entre ambas. 

### Possíveis aplicações terapêuticas
Além dos usos fitoterápicos, muitos estudos estão sendo realizados para a utilização da Sálvia como precursora de medicamentos. Esses estudos já constataram que a Salvinorina A possui capacidade de promover alguns efeitos terapêuticos, como:

#### Efeitos antinociceptivos
A Salvinorina A possui a capacidade de promover efeitos antinociceptivos associados a uma estimulação seletiva curta (até 20 minutos) dos KOR no sistema nervoso central. Isso foi demonstrado em ratinhos em testes de “Tail flick” nos quais se observou que os antagonistas dos receptores opióides µ e ∆ não afetaram a resposta antinociceptiva da salvinorina A reforçando esta molécula como agonista puro dos KOR. Em outro trabalho foram estudadas as respostas comportamentais à dor através da injeção intracardíaca de óleo de mostarda em ratinhos, os autores observaram que a injeção intraperitoneal de Salvorina A apresentou o efeito antinociceptivo. Como descrito a Salvinorina A apresenta efeito antinociceptivo, ainda, não causa qualquer dependência e tem um perfil fisiológico seguro, mostrando assim novas possibilidades para o desenvolvimento de novos opióides para tratamento da dor.

#### Doenças neurológicas
Outro efeito que foi reportado em vários casos e estudos prévios é o efeito antidepressivo da Salvinorina A. Um dos casos foi de uma mulher de 26 anos de idade diagnosticada com depressão crônica e após fumar as folhas de S. divinorum demonstrou-se que esta tinha efeitos antidepressivos, essa paciente então começou a consumir oralmente baixas doses de S. divinorum três vezes ao longo da semana mastigando as folhas e mantendo as na boca durante 15 a 30 minutos e após seis meses de consumo os sintomas da depressão foram anulados. Esses efeitos antidepressivos foram demonstrados e confirmados em testes de nado forçado com ratos: doses entre 0,001 até 1.000  μg/Kg induziram efeitos antidepressivos que foram exibidos com nor-binaltorfimina, um antagonista seletivo dos KOR. Contudo, um outro estudo também realizado em ratos demonstrou que doses mais elevadas de Salvinorina A produzem efeitos depressivos, para além da diminuição na atividade locomotora e uma atenuação do comportamento. Por esses motivos, alguns autores concluem que a Salvinorina A. poderá ser usada no tratamento da depressão em baixas doses.

#### Doenças gastrointestinais
Autores descreveram que a Salvinorina A inibe a motilidade gastrointestinal em ratos, acompanhados por uma inflamação do intestino. Num outro estudo realizado pelos mesmos autores em íleo de porcos da Índia, foi demonstrado que a Salvinorina A induziu a inibição da transmissão colinérgica mio-entérica através da ativação KOR, sugerindo que S. divinorum, e Salvinorina A, podem substituir uma base farmacológica para tratamento de diarreia.

#### Agente anti-inflamatório
Estudos realizados anteriormente mostraram que a Salvinorina A despoletou efeitos anti-inflamatórios em dois modelos de colite em ratos, mediado pelos KOR e receptores CB1, tendo produzido ainda efeitos analgésicos em ratos com inflamação intestinal aguda. Outro estudo constatou que os macrófagos são células importantes na vigilância do sistema imune que, quando ativados produzem moléculas bioativas, como os leucotrienos, um tipo de mediador inflamatório. Os leucotrienos estão envolvidos em vários doenças inflamatórias e autoimunes incluindo a asma, renite alérgica e doenças cardiovasculares. A Salvinorina A inibe a produção de leucotrienos em macrófagos ativados através de um mecanismo ainda desconhecido envolvendo enzimas ou processos regulatórios na biossíntese de leucotrienos, sugerindo um novo mecanismo da Salvinorina A como agente anti-inflamatório e possivelmente os tratamentos para as doenças relacionadas com essas moléculas. 

## Uso tradicional
Sabe-se que os índios mexicanos Mazatecas usavam três métodos tradicionais: infusão, mastigar e engolir e absorção interna.
A infusão consiste em espremer o sumo das folhas (esfregando-as) e bebê-lo misturado com água. Este método de consumo é bastante ineficaz, pois os componentes ativos não se dissolvem na água, e acredita-se que a planta perde muitos dos seus efeitos quando chega ao estômago. A maioria dos efeitos resulta da absorção pelo tecido bucal.
O segundo método consiste em enrolar as folhas num maço que depois é mastigado e engolido. Embora mastigar seja uma boa maneira de usar a sálvia, engolir não é muito eficaz, pelas mesmas razões do método de infusão. Para além disso, muitas pessoas acham desagradável mastigar e engolir as folhas, pois são muito amargas e podem causar náuseas. Desconhece-se a dose usada pelos índios Mazatecas.
No fórum psicodélico mundial de 2008 em Basel, na Suíça, a etnobotânica Kathleen Harrison descreveu as suas experiências com os índios Mazatecas, salientado que segundo eles as folhas nunca devem ser aquecidas.

## Uso moderno
Há, normalmente, quatro métodos que são utilizados para consumir as folhas da S. divinorum: aromatizando os ambientes, mascando as folhas, fumando as folhas e usando tinturas ou essências sublinguais.
O uso de várias plantas em rituais sempre foi prática xamânica tradicional. Elas são, geralmente, queimadas na preparação do ambiente em que são celebrados os rituais xamânicos. É dito que a fumaça das folhas inspira o xamã e o ambiente circundante, propiciando o contato com outros mundos e entidades auxiliadoras.
Sabe-se que mascar as folhas de S. divinorum tem sido o método tradicional utilizado pelos xamãs mazatecas (chotachine). Segundo informações colhidas, os xamãs utilizam entre 10 e 60 folhas, aos pares, enroladas umas nas outras ("quid" ou "maço"), formando uma massa compacta, sendo então mascada, sem engolir o sumo das folhas. Para alcoólatras, o xamã chega a utilizar cerca de 100 folhas, o que sugere que o álcool bloqueie os efeitos da salvinorina. Masca-se por cerca de 30 minutos ou até atingir o estado de consciência almejado. Os xamãs afirmam ser essencial manter o sumo das folhas na boca o máximo possível, podendo-se engoli-lo após o uso ou, ir engolindo o sumo bem lentamente, à medida que se for mascando. Em geral, afirma-se que a pessoa precisa de doses maiores nas primeiras vezes, pois, segundo a tradição xamã, ela tem que "soltar as amarras e aprender o caminho". Caso sejam folhas secas, tem-se recomendado deixá-las de molho na água fria, pouco antes da mascagem, para que amoleçam e possam ser enroladas uma na outra.
Supondo uma pessoa com nível mediano de sensibilidade, tem se afirmado que 12 a 24 folhas frescas de S. divinorum, mascadas por 30 minutos, são suficientes para obter um estado meditativo profundo. Neste método, o elemento psicoativo é assimilado pela língua, gengivas e demais tecidos bucais. Por isso não se deve engolir o sumo imediatamente, mas mantê-lo na boca pelo maior período de tempo possível.
Relata-se que, neste método, os efeitos psicoativos iniciais começam após 15-20 minutos, aumentando pelos próximos 30min, quando então, gradualmente, vão se amenizando até terminar uma ou, no máximo, duas horas depois, quando a pessoa estará se sentindo totalmente normal.
Há registros de que as folhas da S. divinorum necessitam um alto grau de temperatura para vaporizar e que, portanto, a fim de fumar seu elemento psicoativo, seria necessário manter uma chama diretamente e, constantemente sobre as folhas moídas. Talvez por este motivo, tem-se dito que as pessoas que fumam S. divinorum não utilizam cigarros, mas sim, cachimbos. Como o corpo humano metaboliza os elementos da S. divinorum vagarosamente, então o vapor ou fumaça teria ainda de ser mantida nos pulmões por cerca de 15 a 20 segundos. Quando as folhas são fumadas, os efeitos são quase que instantâneos e duram por cerca de vinte a trinta minutos no máximo, quando a pessoa estará se sentindo completamente normal. É imprescindível a presença de um "assistente" se as folhas fortificadas forem fumadas, para se evitar problemas com brasas e cachimbos derrubados inconscientemente no chão pelo experimentador. Relatam-se que são experiências de duração curta, mas muito intensas.
No mercado, existem as "folhas fortificadas", também denominadas extratos. São folhas comuns de S. divinorum banhadas em solução de salvinorina na proporção de 5 vezes mais do que uma folha normal (5X), ou 10 vezes mais forte do que o normal (10X). Tem-se dito que elas são feitas para certas pessoas, denominadas "cabeças duras", que têm pouca sensibilidade à folha natural da Sálvia. Portanto, é importante verificar a sensibilidade de cada um, antes de utilizar as folhas fortificadas para incenso já que, muitas vezes, não seriam necessárias.
Há também as tinturas ou essências de S. divinorum, que são um composto alcoólico, assim como são certas gotas homeopáticas, com a diferença de que possuem uma maior concentração de álcool. Trata-se de uma espécie de essência floral administrada em gotas sublinguais. Geralmente, recomenda-se diluir uma parte de essência em uma ou duas partes de água, para que a alta concentração de álcool não provoque muita ardência na boca. Aparentemente, 3 conta-gotas de essência para 6 conta-gotas de água é considerada uma dose leve mas isto dependerá da essência, do seu grau de concentração e da pessoa que experimenta.
Afirma-se que os efeitos da essência sublingual e os provenientes da folha mascada são muito semelhantes, tanto em duração de tempo quanto em intensidade. Podem durar cerca de 2 horas, se tanto, quando então a pessoa sentirá que tudo voltou ao normal, como era antes.
O chá ou infusão com folhas da S. divinorum apenas tem apresentado efeitos alteradores de consciência quando preparadas com muitas folhas, em chás bastante concentrados. Neste caso, os efeitos psicoativos podem durar várias horas. Tradicionalmente, o chá de S. divinorum tem sido utilizado no México para tratamento de diarreias, reumatismo e como estimulante para idosos.
Independentemente do método de utilização, não se sabe ainda se há uma dose máxima tolerada pelo corpo humano. Contudo, há relatos de pessoas que administram múltiplas doses, uma após a outra, a fim de prolongar os efeitos meditativos por um período mais longo no uso da enteogenia.

## Efeitos
Os efeitos produzidos pela S. divinorum não são comparáveis a quaisquer efeitos produzidos por outras substâncias psicoativas. Dependendo do peso do corpo, sensibilidade, dose tomada, método de ingestão e da potência da sálvia usada, os efeitos variam desde sutis a extremamente fortes. A sálvia não pode ser considerada uma droga para festas em qualquer aspecto. Pelo contrário, as pessoas geralmente não interagem quando se encontram sob o efeito da sálvia, mas têm uma experiência alucinogênica muito pessoal.
Enquanto que a salvinorina ativa os recetores de opioides no cérebro, é importante distinguir entre os receptores de mu-opioides (ativados por narcóticos como a heroína) e os recetores de opioides kappa (ativados pela salvinorina A). As drogas que atuam nos receptores de mu-opioides causam sedação, alívio da dor, e euforia, mas as drogas que atuam nos receptores de opioides kappa causam em geral efeitos alucinógenos frequentemente desagradáveis(ou mesmo disfóricos). Isto explica porque muitas pessoas descrevem a experiência com sálvia como sendo desagradável em comparação com os efeitos das substâncias psicadélicas triptamínicas (tais como a psilocibina, o DMT e o LSD), que ativam outros receptores no cérebro.
Algumas pessoas reportam que os efeitos da sálvia se tornam mais fortes após a primeira ou segunda utilização. Algumas pessoas parecem tornar-se mais sensíveis e alcançarem um nível de efeitos mais alto depois de uma ou duas tentativas. Por outro lado, um grande número de pessoas (cerca de 10%) é bastante insensível à salvinorina. Muitas dessas pessoas sentem os efeitos com uma dose mais alta, mas uma minoria não sentirá nada, mesmo com doses maiores.
A duração do efeito de sálvia também varia grandemente, dependendo do método de utilização e da quantidade usada. Fumar sálvia sabe-se que tem um efeito curto. Os efeitos dão-se rapidamente e alcançam o seu auge após 5 a 25 minutos. Os efeitos desaparecem rapidamente, embora possas sentir a influência da sálvia durante uma ou duas horas. Quando tomada por via oral, os efeitos da sálvia surgem mais devagar, mas durarão mais tempo. No entanto, a maioria das pessoas relata que os efeitos acalmam após 60 a 120 minutos.
A sálvia é frequentemente agrupada com outras substâncias psicoativas alucinogênicas, mas na verdade os seus efeitos são únicos. A sálvia é por vezes comercializada como substituto da cannabis, embora os efeitos não sejam nada semelhantes. Durante o efeito de sálvia podem ocorrer vários estados: alucinações bidimensionais, experiências de abandono do corpo, transformação num objeto, viajar no tempo, estar em vários locais ao mesmo tempo, e riso incontrolável. O Erowid menciona os seguintes efeitos:
• Perda da coordenação física;
• Riso incontrolável;
• Alterações visuais ou visões;
• Experimentar realidades múltiplas;
• Sensação de paz contemplativa;
• Sensação de profundo entendimento;
• Percepção sonhadora do mundo;
• Sensação de confusão ou loucura totais;
• Ver ou tornar-se um túnel;
• Perda do sentido de individualidade;
• Experimentar uma geometria “não-euclideana”;
• Sensação de voar, flutuar, girar ou virar;
• Sensação de estar imerso num campo de energia;
• Sensação de estar ligado a um “todo” maior;
• Sensação de estar por baixo da terra ou da água;
• Viagens a outros tempos ou locais;
• Tornar-se objetos inanimados (uma parede, escadas sofá, etc.);
• Ver padrões ou formas em forma de tubo, de cobra, ou de minhoca.
Um famoso pesquisador desta planta, Daniel Siebert, inventou uma escala para os níveis da trip de sálvia. A sua escala da trip de S-A-L-V-I-A mostra 6 níveis:
• S – efeitos SUTIS. Relaxamento e apreciação sensual; esta trip ligeira é útil para meditação, e pode facilitar o prazer sexual.
• A – percepção ALTERADA. Presta-se atenção a cores e texturas. O pensamento torna-se menos lógico e mais brincalhão.
• L – estado visonário LIGEIRO. Visões de olhos fechados (imagens claras com os olhos fechados).
• V – estado visionário VÍVIDO. Ocorrem cenários tridimensionais complexos e realísticos. De olhos fechados ocorrem fantasias. Enquanto mantiveres os olhos fechados podes acreditar que estas estão mesmo a acontecer.
• I – existência IMATERIAL. Possível perda da individualidade; sensação de consolidação com o divino.
• A – efeitos AMNÉSICOS. Perda da consciência. O indivíduo pode cair, ou permanecer imóvel ou ir de encontro a objetos.

## Riscos
Não existem relatos sobre habituação física ou psicológica à S. divinorum. No entanto, não é aconselhável o seu uso frequente, pois exibe um padrão de tolerância inversa, ou seja, a intensidade dos efeitos aumenta conforme a frequência de uso.
A sálvia não tem efeitos secundários negativos. Apenas um pequeno número de pessoas reporta dores de cabeça, irritação dos pulmões e insônias após fumar sálvia. Acredita-se que estes efeitos são causados pelos produtos resultantes da combustão ao fumar qualquer tipo de planta, e não pela salvinorina.
É praticamente impossível sofrer uma overdose de sálvia quando esta é usada normalmente. A dose fatal não está estabelecida, mas vários cientistas acreditam que é bastante elevada. Provavelmente desmaias antes de chegares perto de uma dose fatal. Mas se usares uma dose maior de salvinorina os riscos são muito maiores. Isto deve ser evitado.
Misturar drogas é geralmente má ideia. Embora se desconheçam as interações entre outras drogas ou medicamentos e a sálvia, deve-se ter sempre muito cuidado, pois podem ocorrer efeitos inesperados.
O maior risco para a saúde ao usar a sálvia é perder-se a noção dos acontecimentos, e magoar-se a si próprio ou a outros. Por isso é muito importante ter sempre alguém  durante a experiência.
A sálvia pode proporcionar uma experiência única e alteradora da consciência. Por isso é extremamente importante que se escolha a altura e o lugar ideais para o uso. Se se vai usar a sálvia pela primeira vez, aconselha-se a experimentar uma dose baixa para testar a sensibilidade, pois os efeitos podem por vezes ser demasiado fortes.
Outros riscos
Não se deve usar a sálvia perto de objetos perigosos (facas, etc.). Não conduzir sob o efeito direto ou pouco depois de usar a S. divinorum. Usar o senso comum.
Mulheres grávidas ou a amamentar não devem tomar quaisquer substâncias sem conselho médico. Aconselha-se fortemente que qualquer mulher que possa estar grávida NÃO use sálvia. A sálvia não deve ser dada a menores ou pessoas mentalmente desequilibradas ou violentas.